# Kurt Köhler
Kurt Köhler (* 20. Mai 1911 in Chemnitz; † 29. Mai 1990) war ein deutscher kommunistischer Widerstandskämpfer gegen den Nationalsozialismus, Häftling im KZ Buchenwald, Oberst des MfS, Vorsitzender der Lagerarbeitsgemeinschaft Buchenwald-Dora und Mitglied des Internationalen Komitees Buchenwald-Dora und Kommandos.

## Leben
Köhler absolvierte nach dem Besuch der Volksschule von 1925 bis 1929 eine Berufsausbildung zum Schriftsetzer. Er wurde 1925 Mitglied der Sozialistischen Arbeiterjugend (SAJ) und wechselte 1928 zum Kommunistischen Jugendverband Deutschlands (KJVD). 1929 wurde er Mitglied des Roten Frontkämpferbundes (RFB) und 1930 der Kommunistischen Partei Deutschlands (KPD) und engagierte sich gegen den aufkommenden Nationalsozialismus. Nach der Machtübertragung an die NSDAP wurde er in „Schutzhaft“ genommen und zu einer mehrjährigen Zuchthausstrafe verurteilt, die er im Zuchthaus Zwickau verbrachte. Danach wurde er ins KZ Sachsenburg eingeliefert und 1938 in das KZ Buchenwald, wo er dem Häftlingskrankenbau zugeteilt worden ist. Dort beteiligte er sich am illegalen Häftlingswiderstand und war Mitglied der deutschen militärischen Sektion der Internationalen Militär-Organisation (IMO). Köhler war an der Waffenausbildung der illegalen Kämpfer führend beteiligt. Einfallsreich versteckte er Waffen wie einen Karabiner in einem Baumstamm. Er war auch tätig bei der Beschaffung von Materialien zur Herstellung von Brandflaschen.
Als das NS-Regime beseitigt war, beteiligte er sich an der erinnerungspolitischen Arbeit der ehemaligen Buchenwald-Häftlinge. Er informierte über verschiedene Widerstandsaktivitäten auch in den KZ-Außenlagern. So verfasste er 1957 einen Bericht „Der Widerstand in den Außenkommandos“. Außerdem wurde er Vorsitzender der Lagerarbeitsgemeinschaft Buchenwald-Dora und arbeitete im Internationalen Komitee Buchenwald-Dora und Kommandos mit.
Seit 1945 war er in verantwortlichen Funktionen der Deutschen Volkspolizei. Seit 1949 war er im Ministerium des Innern der DDR mitverantwortlich für den Strafvollzug. 1957 wechselte er zum MfS und wurde als Oberst Leiter der Abteilung XV (HVA) in der MfS-Bezirksverwaltung Erfurt. Zuletzt lebte er in Berlin und war Mitglied der Zentralleitung des Komitees der Antifaschistischen Widerstandskämpfer der DDR.